# La Estancia de Baymena
La Estancia de Baymena är en ort i Mexiko.   Den ligger i kommunen Choix och delstaten Sinaloa, i den nordvästra delen av landet, 1 200 km nordväst om huvudstaden Mexico City. La Estancia de Baymena ligger 429 meter över havet och antalet invånare är 452.
Terrängen runt La Estancia de Baymena är kuperad. Runt La Estancia de Baymena är det glesbefolkat, med 9 invånare per kvadratkilometer. Närmaste större samhälle är Choix, 16,1 km norr om La Estancia de Baymena. I omgivningarna runt La Estancia de Baymena växer huvudsakligen savannskog.